# Licinia (Gattin des Gaius Gracchus)
Licinia war eine in der zweiten Hälfte des 2. Jahrhunderts v. Chr. lebende vornehme Römerin und Gemahlin des berühmten Volkstribunen Gaius Sempronius Gracchus.
Licinia entstammte dem Plebejergeschlecht der Licinier. Sie war die jüngere Tochter des Konsuls von 131 v. Chr., Publius Licinius Crassus Dives Mucianus, und der Clodia, einer Schwester des Konsuls von 143 v. Chr., Appius Claudius Pulcher. Licinia hatte eine ältere gleichnamige Schwester, die Gaius Sulpicius Galba, den jüngeren Sohn des Konsuls von 144 v. Chr., Servius Sulpicius Galba,  heiratete.
Vermutlich wurde Licinia bereits als junges Mädchen um 142 v. Chr. mit Gaius Sempronius Gracchus verlobt und war jedenfalls im Jahr 133 v. Chr. schon längere Zeit dessen Gattin. In ihre Ehe brachte sie eine beträchtliche Mitgift ein; ihr Vater war schließlich einer der reichsten Römer. Laut Plutarch wollte sie ihren Gatten am Tag von dessen Tod daran hindern, von daheim wegzugehen. Beinahe hätte sie nach dem Ableben ihres Gemahls (121 v. Chr.) auch noch ihre Mitgift verloren, die Gaius Gracchus’ Feinde einziehen lassen wollten. Diesen Verlust ihrer finanziellen Mittel konnte aber ihr Onkel, der Pontifex Maximus und ehemalige Konsul Publius Mucius Scaevola, durch ein Rechtsgutachten abwenden.